# Rodrigo Álvarez
Pour les articles homonymes, voir Álvarez.
Álvarez  Rodríguez est un nom espagnol. Le premier nom de famille, en général paternel, est Álvarez ; le second, en général maternel, souvent omis, est Rodríguez.
Rodrigo Álvarez Rodríguez, né le 24 août 1999 dans la province de Burgos, est un coureur cycliste espagnol.

## Biographie
Formé au Velo Club Ribera del Duero, Rodrigo Álvarez intègre le club basque Aiarabike-Trek-Electroalavesa en 2018 pour ses débuts espoirs (moins de 23 ans). Il rejoint ensuite l'équipe cantabre Gomur-Cantabria Infinita en 2020.
Lors de la saison 2021, il se révèle chez les amateurs espagnols en remportant trois courses. Il s'impose notamment sur le Circuito Guadiana, manche de la Coupe d'Espagne amateurs,. Après ces performances, il devient stagiaire à partir du mois d'aout au sein de la formation Burgos BH. Il participe à l'Arctic Race of Norway.
En juillet 2022, il fait partie des cyclistes sélectionnés au sein de la délégation espagnole pour disputer les Jeux méditerranéens, à Oran. Il passe finalement professionnel en 2023 au sein de la formation Burgos BH.

## Palmarès
- 2021
  - Gran Premio Arroyo de la Encomienda
  - Trofeo San Antonio
  - Circuito Guadiana
  - 3e du Mémorial Sabin Foruria
  - 3e du Trofeo Santiago en Cos
- 2022
  - San Roman Saria
  - 2e du Xanisteban Saria
  - 2e du Circuito Aiala